# Venezuela op de Olympische Zomerspelen 1968
Venezuela nam deel aan de Olympische Zomerspelen 1968 in Mexico-Stad, Mexico. De bokser Francisco Rodríguez schreef geschiedenis door voor zijn land de allereerste gouden medaille te winnen.

## Medailles

### 1Goud
- Francisco Rodríguez — Boksen, mannen halfvlieggewicht (– 48 kg)

## Deelnemers en resultaten per onderdeel

### Boksen
Mannen halfvlieggewicht (– 48 kg)
- Francisco Rodríguez
  - Eerste ronde — bye
  - Tweede ronde — versloeg Rafael Carbonell (CUB), 5:0
  - Kwartfinale — versloeg Khata Karunatarne (CEY), technisch knock-out, ronde 2
  - Halve finale — versloeg Harlan Marbley (USA), 4:1
  - Finale — versloeg Jee Yong-Ju (KOR), 3:2

Afghanistan · Algerije · Amerikaanse Maagdeneilanden · Argentinië · Australië · Bahama's · Barbados · België · Bermuda · Birma · Bolivia · Bondsrepubliek Duitsland · Brazilië · Brits-Honduras · Bulgarije · Canada · Centraal-Afrikaanse Republiek · Ceylon · Chili · Colombia · Congo-Kinshasa · Costa Rica · Cuba · Denemarken · Dominicaanse Republiek · Duitse Democratische Republiek · Ecuador · El Salvador · Ethiopië · Fiji · Filipijnen · Finland · Frankrijk · Ghana · Griekenland · Groot-Brittannië · Guatemala · Guinee · Guyana · Honduras · Hongarije · Hongkong · Ierland · IJsland · India · Indonesië · Irak · Iran · Israël · Italië · Ivoorkust · Jamaica · Japan · Joegoslavië · Kameroen · Kenia · Koeweit · Libanon · Libië · Liechtenstein · Luxemburg · Madagaskar · Maleisië · Mali · Malta · Marokko · Mexico · Monaco · Mongolië · Nederland · Nederlandse Antillen · Nicaragua · Nieuw-Zeeland · Niger · Nigeria · Noorwegen · Oeganda · Oostenrijk · Pakistan · Panama · Paraguay · Peru · Polen · Portugal · Puerto Rico · Roemenië · San Marino · Senegal · Sierra Leone · Singapore · Soedan · Sovjet-Unie · Spanje · Suriname · Syrië · Taiwan · Tanzania · Thailand · Trinidad en Tobago · Tunesië · Turkije · Tsjaad · Tsjecho-Slowakije · Uruguay · Venezuela · Verenigde Arabische Republiek · Verenigde Staten · Vietnam · Zambia · Zuid-Korea · Zweden · Zwitserland